# Droit à la vie
 (juin 2019).
Si vous disposez d'ouvrages ou d'articles de référence ou si vous connaissez des sites web de qualité traitant du thème abordé ici, merci de compléter l'article en donnant les références utiles à sa vérifiabilité et en les liant à la section « Notes et références ».
Le droit à la vie est un droit humain qui est défini différemment selon l'époque et le lieu.
De manière historique, il s'agit du droit d'être en vie et de ne pas en être privé. Ce droit est à l'origine une simple réprobation générale de l'homicide. Le droit à la vie peut dans cette définition se résumer au « Tu ne tueras point » du décalogue juif et chrétien. Cette vision a été reprise dans la Déclaration universelle des droits de l'homme de 1948.
Par la suite, le droit à la vie a été invoqué pour protéger le citoyen contre ce qu'il considère comme « un meurtre légal », autrement dit : la peine de mort.
Le droit à la vie est parfois invoqué pour promouvoir l'euthanasie. Il s'agit alors du « droit à une vie décente ». Pour d'autres, une telle disposition reviendrait à légaliser l'eugénisme et le suicide assisté. Ce même argument est aussi utilisé contre l’euthanasie au motif que l'on ne peut choisir de tuer quelqu'un.
Le droit à la vie est aussi utilisé comme droit à naître. Le droit à naître peut servir d'argumentation pour défendre le droit à naître des filles, mais aussi par des partisans du mouvement anti-avortement pour interdire l'IVG. Les opposants à cette conception font valoir qu'un fœtus n'est pas encore une personne. Ce débat s'inscrit dans une opposition entre les mouvements dits « pro-vie » et « pro-choix », entre conservateurs et progressistes, dans les cultures chrétiennes mais aussi d'autres religions.
Le droit à la vie est aussi discuté dans le contexte de droits constitutionnels dans les pays hindouistes et bouddhistes,.

## Évolution du droit à la vie
Les définitions suivantes ont été validées par certaines législations.

### Réprobation de l'homicide
Le Décalogue chrétien dans sa traduction classique énonce « Tu ne tueras point », mais la traduction d'André Chouraqui « Tu n'assassineras pas » donne une autre interprétation de ce commandement. C'est une notion juridique plus complexe, qui n'interdit pas l'homicide en cas de guerre, ni la légitime défense, ou la peine de mort prononcée par un tribunal régulier.
C'est cette définition du droit à la vie qui est reprise en 1776 dans le préambule de la Déclaration d'indépendance des États-Unis :
« tous les hommes sont créés égaux ;
ils sont doués par le Créateur de certains droits inaliénables ;
parmi ces droits se trouvent la vie, la liberté et la recherche du bonheur. »
Ainsi qu'en 1948, dans l'article 3 de la Déclaration universelle des droits de l'homme :
« Tout individu a droit à la vie, à la liberté et à la sûreté de sa personne. »
C'est en 1950, avec l'adoption de la Convention européenne des droits de l'homme par le Conseil de l'Europe que ce droit est légèrement modifié. L'article 2, intitulé « Droit à la vie » et dispose :

« Article 2 - Droit à la vie
1. Le droit de toute personne à la vie est protégé par la loi. La mort ne peut être infligée à quiconque intentionnellement, sauf en exécution d’une sentence capitale prononcée par un tribunal au cas où le délit est puni de cette peine par la loi.
2. La mort n’est pas considérée comme infligée en violation de cet article dans les cas où elle résulterait d’un recours à la force rendu absolument nécessaire :
  1. pour assurer la défense de toute personne contre la violence illégale ;
  2. pour effectuer une arrestation régulière ou pour empêcher l’évasion d’une personne régulièrement détenue ;
  3. pour réprimer, conformément à la loi, une émeute ou une insurrection. »

Autrement dit, la Convention prohibe l'homicide mais autorise la peine de mort, la légitime défense, et la mort infligée pour protéger la sécurité. Par rapport à la définition précédente, la différence est que la violence doit être justifiée. Cette justification sera de plus en plus dure.

Application de la peine de mort aux États-Unis :
Peine de mort abolie
Considère la peine de mort comme anticonstitutionnelle
Aucune exécution depuis 1976
A appliqué la peine de mort depuis 1976

C'est cette justification de la violence qui conduira aux États-Unis à se demander si le 8e amendement qui prohibe les « châtiments cruels et inhumains » rend la peine de mort inconstitutionnelle. La Cour suprême suspendra la peine de mort dans tout le pays de 1972 (arrêt Furman v. Georgia) à 1976 (arrêt Greg v. Georgia, qui renverse le précédent).

### Abolition de la peine de mort
En 1969, la Convention américaine relative aux droits de l'homme a été adoptée à San José, au Costa Rica, par de nombreux pays de l'hémisphère occidental. Elle est en vigueur dans 23 pays et affirme que :
Toute personne a le droit à ce que sa vie soit respectée. Ce droit est protégé par la loi et, en général, dès le moment de sa conception. Nul ne peut être arbitrairement privé de la vie.
__ Article 4.1 de la Convention américain relative aux droits de l'homme.
Les 46 États qui ont ratifié le protocole no 6 à la Convention européenne des droits de l'homme concernant l'abolition de la peine de mort (entré en vigueur en 1985) l'ont fait « sans réserve ni dérogation ». La fédération de Russie, qui a signé le protocole en 1997, est le seul État du Conseil de l'Europe ne l'ayant pas encore ratifié. En temps de guerre, le protocole no 6 autorise tout État partie à « prévoir dans sa législation la peine de mort pour des actes commis en temps de guerre ou de danger imminent de guerre ». Cependant, 44 États ont aussi ratifié le protocole no 13 (entré en vigueur en 2003) « concernant la peine de mort en toutes circonstances ». L'Arménie a signé le protocole no 13 en 2006, mais pas ratifié ; l'Azerbaïdjan et la fédération de Russie n'ont pas signé ni adhéré. Dans la quasi-unanimité des États européens membres du Conseil de l'Europe, la peine de mort est donc abolie et le droit à la vie prime en toutes circonstances.

## Autres définitions proposées
Les définitions suivantes ont pu être proposées mais n'ont pas été validées.

### Droit de naître
Le droit à la vie dès la conception est reconnu par de nombreux textes. Certains ont pu vouloir les utiliser pour interdire l'avortement.
La Convention relative aux droits de l'enfant (aussi appelée Convention internationale des droits de l'enfant) adoptée en 1989 par l'assemblée générale des Nations unies prohibe la peine de mort pour les enfants et dispose en particulier dans son article 6 que « Les États parties reconnaissent que tout enfant a un droit inhérent à la vie. »
En France, la loi Veil de 1975 proclamait dans son article premier : « La loi garantit le respect de tout être humain dès le commencement de la vie. Il ne saurait être porté atteinte à ce principe qu'en cas de nécessité et selon les conditions définies par la présente loi. » L'avortement était conçu comme une exception au droit à la vie[réf. nécessaire].
Une disposition similaire a depuis été reprise dans le Code civil à l'article 16 : « La loi assure la primauté de la personne, interdit toute atteinte à la dignité de celle-ci et garantit le respect de l'être humain dès le commencement de sa vie. »
Le centre latino-américain des droits de l'homme (en 2011) propose que lors de la pris de la décision en relation avec le droit de vie de l'enfant a naitre, les États recommandent a la fois des mesures punitives pour tout acte visant à détruire la vie de l'enfant à naitre et des mesures préventives.
En Équateur, le droit de la vie des enfants à naitre est protégé constituellement depuis la grossesse, ceci est confirmé par l'article 45 de la Constitution qui dispose que : « L'État garantit la vie à partir de la période de la grossesse. »
Dans La Déclaration de Dublin sur les soins de santé maternelle, signée en 2012, donne la priorité au droit du fœtus à la vie en notant qu'« il existe une différence fondamentale entre l’avortement et les traitements médicaux nécessaires qui sont effectués pour sauver la vie de la mère, même si un tel traitement entraîne la perte de la vie de son enfant à naître ».

### Droit à une vie décente
Le droit à la vie a déjà été utilisé, ou plutôt un droit à la vie décente, pour invoquer un droit à mourir (euthanasie).
Cette argumentation a été posée lors de l'arrêt Diane Pretty devant la Cour européenne des droits de l'homme le 29 avril 2002 mais a été refusée.
Ceux qui croient qu’une personne devrait être en mesure de prendre la décision de mettre fin à ses jours par l’euthanasie utilisent l’argument selon lequel les personnes ont le droit de choisir,tandis que ceux qui s’opposent à la légalisation de l’euthanasie le soutiennent au motif que toutes les personnes ont un droit à la vie, qu’ils interprètent comme une obligation de vivre. Ils sont communément appelés droits à la vie.
La Convention européenne des droits de l'homme a défendu la possibilité de l'existence d'un « droit à mourir », à travers l'application de l'euthanasie et en accordant à l'individu le droit de choisir la méthode de mise en œuvre de ce type de mise à mort, considérant que cette dernière est l'une des parties du droit à la vie.